# Alfredo Barlucchi
Alfredo Barlucchi (Rosia, 2 marzo 1940 – 7 agosto 2023) è stato un cestista e allenatore di pallacanestro italiano.

## Biografia
Militò tra l'altro nella Virtus Bologna, nella Pallacanestro Cantù, nella Pallacanestro Milano, nella Victoria Libertas Pesaro; ha chiuso la carriera nel 1976 alla Mens Sana Siena.
In Nazionale disputò 16 partite, di cui 9 all'Europeo del 1963; realizzò 35 punti complessivi in maglia azzurra.